# Banu Hassan
Els Banu Hassan són una fracció de la tribu Kinda, establerta a l'Hadramaut i descendent d'Hassan ibn Muawiya ibn Harith ibn Muawiya ibn Thawr ibn Muratti ibn Kinda. La seva importància deriva de ser la tribu de l'historiador Abd al-Rahman ibn Ali ibn Ba Hassan al-Hadrami (1349-1415) autor de la Tarikh Ibn Hassan o Tarikh al-Baha.